# Svetovno prvenstvo v smučarskih poletih 2010
Svetovno prvenstvo v smučarskih poletih 2010 je enaindvajseto Svetovno prvenstvo v smučarskih poletih, ki se je šestič odvijalo na Letalnici bratov Gorišek v Planici, Slovenija, med 18. in 21. marcem. To je prvo veliko tekmovanje v smučarskih skokih, na katerih je veljalo novo pravilo o višini naleta in vplivu vetra. Posamično zlato medaljo je osvojil Simon Ammann, ekipno pa Avstrija.

## Rezultati

### Posamična tekma
| Poz | Skakalec                 | Država    | 1. skok | 2. skok | 3. skok | 4. skok | Točke |
| --- | ------------------------ | --------- | ------- | ------- | ------- | ------- | ----- |
| 01  | Simon Ammann             | Švica     | 215,5 m | 216,5 m | 227,0 m | 236,5 m | 935,8 |
| 02  | Gregor Schlierenzauer    | Avstrija  | 209,5 m | 205,0 m | 222,5 m | 230,5 m | 910,3 |
| 03  | Anders Jacobsen          | Norveška  | 217,0 m | 194,5 m | 230,5 m | 227,5 m | 894,0 |
| 04  | Adam Małysz              | Poljska   | 217,5 m | 215,0 m | 211,0 m | 211,5 m | 893,6 |
| 05  | Robert Kranjec           | Slovenija | 223,5 m | 203,5 m | 212,5 m | 222,5 m | 873,5 |
| 06  | Wolfgang Loitzl          | Avstrija  | 207,0 m | 211,5 m | 213,5 m | 200,0 m | 865,3 |
| 07  | Thomas Morgenstern       | Avstrija  | 196,5 m | 211,5 m | 225,5 m | 215,5 m | 855,4 |
| 08  | Antonín Hájek            | Češka     | 203,5 m | 210,5 m | 223,5 m | 236,0 m | 844,9 |
| 09  | Bjørn Einar Romøren      | Norveška  | 214,5 m | 196,5 m | 205,0 m | 223,0 m | 844,5 |
| 10  | Martin Koch              | Avstrija  | 208,5 m | 206,0 m | 220,0 m | 200,0 m | 839,8 |
| 11  | Harri Olli               | Finska    | 215,5 m | 200,0 m | 195,5 m | 199,0 m | 819,9 |
| 12  | Noriaki Kasai            | Japonska  | 215,5 m | 209,5 m | 220,5 m | 224,0 m | 817,1 |
| 13  | David Zauner             | Avstrija  | 193,5 m | 223,0 m | 202,0 m | 202,5 m | 806,2 |
| 14  | Emmanuel Chedal          | Francija  | 210,0 m | 211,5 m | 199,0 m | 214,0 m | 780,9 |
| 15  | Janne Happonen           | Finska    | 202,0 m | 201,0 m | 205,5 m | 211,5 m | 777,3 |
| 16  | Kamil Stoch              | Poljska   | 186,5 m | 207,5 m | 203,5 m | 218,0 m | 770,0 |
| 17  | Matti Hautamäki          | Finska    | 193,5 m | 204,0 m | 204,0 m | 204,5 m | 762,6 |
| 18  | Johan Remen Evensen      | Norveška  | 199,5 m | 195,0 m | 219,5 m | 202,0 m | 756,9 |
| 19  | Michael Uhrmann          | Nemčija   | 185,5 m | 201,0 m | 211,5 m | 203,5 m | 745,7 |
| 20  | Daiki Ito                | Japonska  | 200,5 m | 191,5 m | 209,5 m | 197,5 m | 743,5 |
| 21  | Martin Schmitt           | Nemčija   | 194,0 m | 200,0 m | 186,5 m | 193,5 m | 721,8 |
| 22  | Michael Neumayer         | Nemčija   | 184,5 m | 189,5 m | 198,5 m | 205,5 m | 714,0 |
| 23  | Andrea Morassi           | Italija   | 163,0 m | 188,0 m | 201,5 m | 198,5 m | 711,4 |
| 24  | Sebastian Colloredo      | Italija   | 189,0 m | 194,5 m | 193,0 m | 194,5 m | 710,0 |
| 25  | Jernej Damjan            | Slovenija | 200,0 m | 194,5 m | 195,5 m | 184,0 m | 708,5 |
| 26  | Borek Sedlák             | Češka     | 169,5 m | 198,0 m | 192,5 m | 201,0 m | 704,6 |
| 27  | Janne Ahonen             | Finska    | 182,0 m | 189,5 m | 197,0 m | 197,0 m | 701,1 |
| 28  | Richard Freitag          | Nemčija   | 181,5 m | 198,5 m | 170,0 m | 193,5 m | 685,7 |
| 29  | Tom Hilde                | Norveška  | 186,5 m | 185,5 m | 185,0 m | 187,5 m | 680,6 |
| 30  | Robert Hrgota            | Slovenija | 180,5 m | 178,5 m | 190,5 m | 178,5 m | 674,6 |
| 31  | Lukáš Hlava              | Češka     | 170,5 m | 179,5 m | -       | -       | 331,4 |
| 32  | Rafał Śliż               | Poljska   | 172,0 m | -       | -       | -       | 155,9 |
| 33  | Łukasz Rutkowski         | Poljska   | 175,5 m | -       | -       | -       | 150,4 |
| 34  | Taku Takeuči             | Japonska  | 168,5 m | -       | -       | -       | 149,1 |
| 35  | Jan Matura               | Češka     | 161,5 m | -       | -       | -       | 146,1 |
| 36  | Ivan Karaulov            | Kazahstan | 160,5 m | -       | -       | -       | 144,0 |
| 37  | Vincent Descombes Sevoie | Francija  | 159,0 m | -       | -       | -       | 143,8 |
| 38  | Roman Trofimov           | Rusija    | 162,0 m | -       | -       | -       | 143,2 |
| 39  | Primož Pikl              | Slovenija | 160,0 m | -       | -       | -       | 139,8 |

## Ekipna tekma
| Poz | Država    | Skakalci                                                              | 1. skok                       | 2. skok                       | Točke                              |
| --- | --------- | --------------------------------------------------------------------- | ----------------------------- | ----------------------------- | ---------------------------------- |
| 01  | Avstrija  | Wolfgang Loitzl Thomas Morgenstern Martin Koch Gregor Schlierenzauer  | 787,9 183,5 209,5 173,9 221,0 | 853,5 214,7 198,3 207,2 233,3 | 1641,4 0398,2 0407,8 0381,1 0454,3 |
| 02  | Norveška  | Anders Jacobsen Anders Bardal Johan Remen Evensen Bjørn Einar Romøren | 753,1 200,3 159,5 191,2 202,1 | 789,2 225,7 185,3 182,6 195,6 | 1542,3 0426,0 0344,8 0373,8 0397,7 |
| 03  | Finska    | Janne Happonen Olli Muotka Matti Hautamäki Harri Olli                 | 745,1 191,2 171,6 182,4 199,9 | 729,2 207,7 158,9 183,2 179,4 | 1474,3 0398,9 0330,5 0365,6 0379,3 |
| 04  | Poljska   | Kamil Stoch Łukasz Rutkowski Stefan Hula Adam Małysz                  | 730,8 185,4 175,2 166,7 203,5 | 721,7 217,4 128,2 162,9 213,2 | 1452,5 0402,8 0303,4 0329,6 0416,7 |
| 05  | Češka     | Lukáš Hlava Jan Matura Borek Sedlák Antonín Hájek                     | 669,1 165,5 163,8 163,7 176,1 | 730,1 190,5 172,8 168,2 198,6 | 1399,2 0356,0 0336,6 0331,9 0374,7 |
| 06  | Slovenija | Robert Hrgota Jernej Damjan Jurij Tepeš Robert Kranjec                | 676,7 160,3 156,2 152,5 207,7 | 701,6 175,9 171,0 153,9 200,8 | 1378,3 0336,2 0327,2 0306,4 0408,5 |
| 07  | Nemčija   | Michael Neumayer Richard Freitag Martin Schmitt Michael Uhrmann       | 664,1 183,2 137,8 162,1 181,0 | 668,8 181,8 142,2 165,0 179,8 | 1332,9 0365,0 0280,0 0327,1 0360,8 |
| 08  | Italija   | Sebastian Colloredo Andrea Morassi Roberto Dellasega Diego Dellasega  | 571,9 161,5 187,1 124,9 098,4 | 647,7 173,9 189,8 144,8 139,2 | 1219,6 0335,4 0376,9 0269,7 0237,6 |
| 09  | Rusija    | Georgij Červjakov Stanislav Ošepkov Ilja Rosljakov Roman Trofimov     | 545,0 116,4 129,0 140,1 159,5 | -                             | 0545,0 0116,4 0129,0 0140,1 0159,5 |
| 10  | ZDA       | Nicholas Fairall Michael Glasder Chris Lamb Nicholas Alexander        | 462,2 085,5 126,1 114,0 136,6 | -                             | 0462,2 085,5 0126,1 0114,0 0136,6  |